# Maria-Magdalena-Kapelle (Oppershausen)

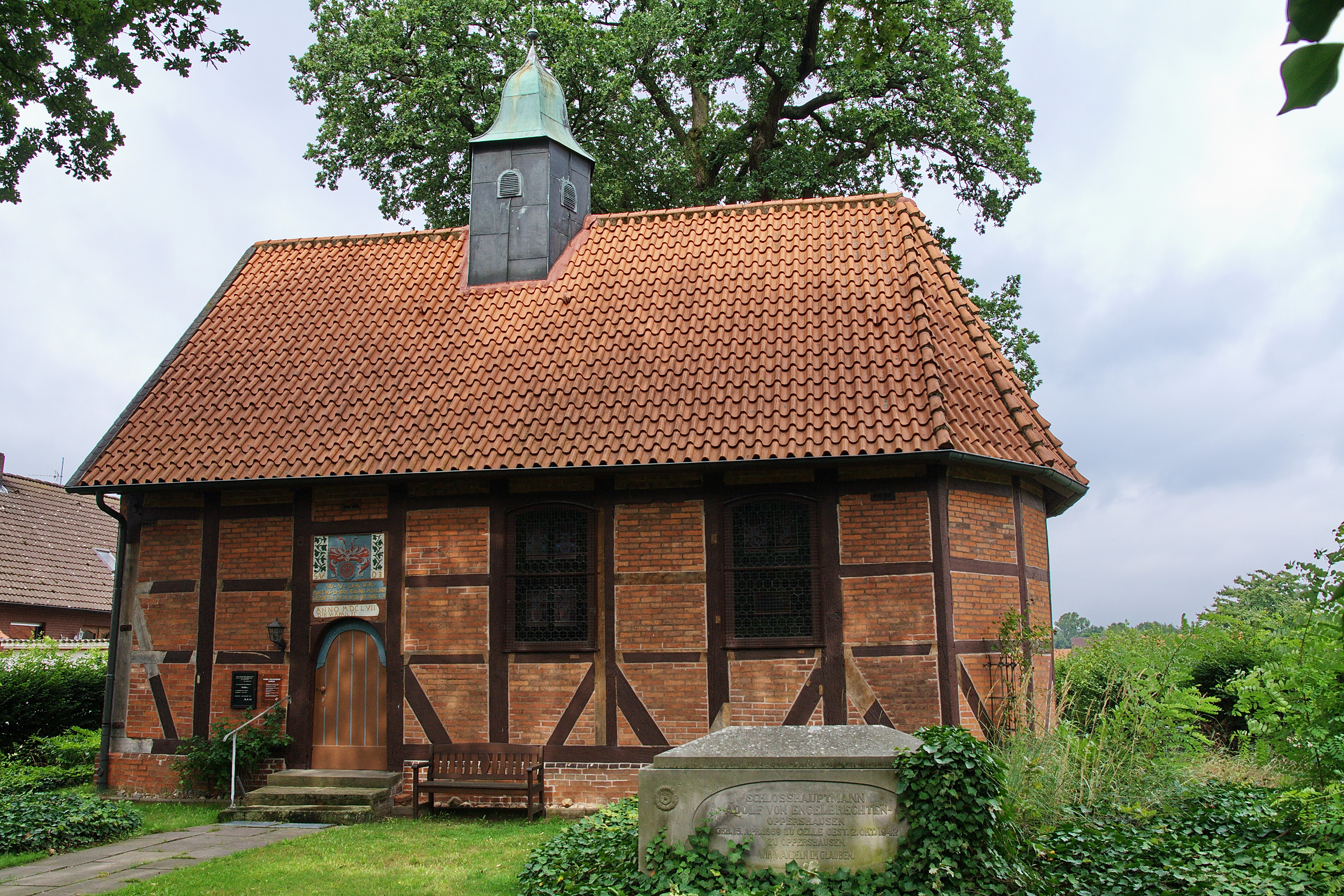
Maria-Magdalenen-Kapelle

Die evangelisch-lutherische Maria-Magdalenen-Kapelle steht in Oppershausen, einem Ortsteil der Gemeinde Wienhausen im Landkreis Celle in Niedersachsen. Die Kapelle gehört zur Kirchengemeinde Wienhausen im Kirchenkreis Celle im Sprengel Lüneburg der Evangelisch-lutherischen Landeskirche Hannovers.

## Geschichte
Die Kapelle war die ehemalige Gutskirche des Gutes Oppershausen. Die erste Stiftungsurkunde der Maria-Magdalenen-Kapelle zu Oppershausen geht auf das Jahr 1450 zurück. Stifter waren die Herren von Oldershausen. Unter Zustimmung des Bischofs Magnus von Hildesheim wurde Maria Magdalena als Schutzpatronin der Kapelle ausgewählt. Sie ist im Verzeichnis der Schenkungen des Klosters Wienhausen verzeichnet. Im Dreißigjährigen Krieg wurde die Kapelle zerstört und musste aufgrund von Baufälligkeit abgebrochen werden. Eine neue Kapelle wurde durch Wilhelm von Oppershausen errichtet und am 6. April 1657 eingeweiht. Nachdem dieses Geschlecht ausgestorben war, wurde das Rittergut Oppershausen 1903 vom Schlosshauptmann Axel von Engelbrechten erworben. Unmittelbar nach dem Ersten Weltkrieg ließ der damalige Besitzer Adolf von Engelbrechten eine gründliche Renovierung des Innenraumes der Kapelle vornehmen und die Orgel erneuern. Die Kapelle wurde vom Rittergutbesitzer Georg von Engelbrechten der Kirchengemeinde Wienhausen übereignet, die sie restaurierte. Am 5. Oktober 1984 hielt sie dort den ersten Gottesdienst ab.

## Beschreibung
Die Fachwerkkirche, deren Gefach aus Backsteinen besteht, wurde laut Inschrift 1657 erbaut. Aus dem Satteldach, das über dem Chor mit fünfseitigem Abschluss im Osten abgewalmt ist, erhebt sich ein quadratischer Dachreiter, der mit einer glockenförmigen Haube bedeckt ist, die von einer Turmkugel bekrönt wird. Hinter seinen Klangarkaden befindet sich der Glockenstuhl, in dem eine 1603 gegossene Kirchenglocke hängt, die aus der alten Kapelle übernommen wurde. Das rundbogige Portal befindet sich auf der Südseite.
Der Innenraum ist mit einem segmentbogigen, bemalten Tonnengewölbe überspannt. Bei der Kirchenausstattung stammen aus der Erbauungszeit vor allem der Altar, dessen Aufbau bis zur Decke reicht, und die hölzerne Kanzel. Auf dem Altar werden verschiedene Szenerien um Jesu Christi dargestellt, angefangen vom Gebet am Ölberg und der Gefangennahme, anschließender Kreuzigung bis hin zur Auferstehung. Die Kanzel wird von einer eichenen Säule getragen. Die vier Ecken des Kanzelkorbes werden von den Evangelisten Matthäus, Lukas, Markus und Johannes gesäumt. Der Prospekt, der aus der alten Kapelle übernommen wurde, ist in die Brüstung der Empore im Westen integriert.
1918 wurde eine  Orgel mit fünf Registern, einem Manual und Pedal von Emil Hammer gebaut. Sie wurde 1990 durch eine Orgel mit sieben Registern, einem Manual und Pedal der Gebrüdern Hillebrand Orgelbau ersetzt.